# Aéroport d'Oslo-Gardermoen
Pour les articles homonymes, voir aéroport d'Oslo.

Plan d'Aéroport

L’aéroport international d'Oslo-Gardermoen (code IATA : OSL • code OACI : ENGM) est un aéroport intérieur et international desservant la ville d'Oslo, capitale d'État de la Norvège. L'aéroport se situe à Gardermoen sur la commune d'Ullensaker, à 35 km au nord nord-est d'Oslo.
C'est une plate-forme de correspondance pour Scandinavian Airlines et Norwegian Air Shuttle.

## Histoire

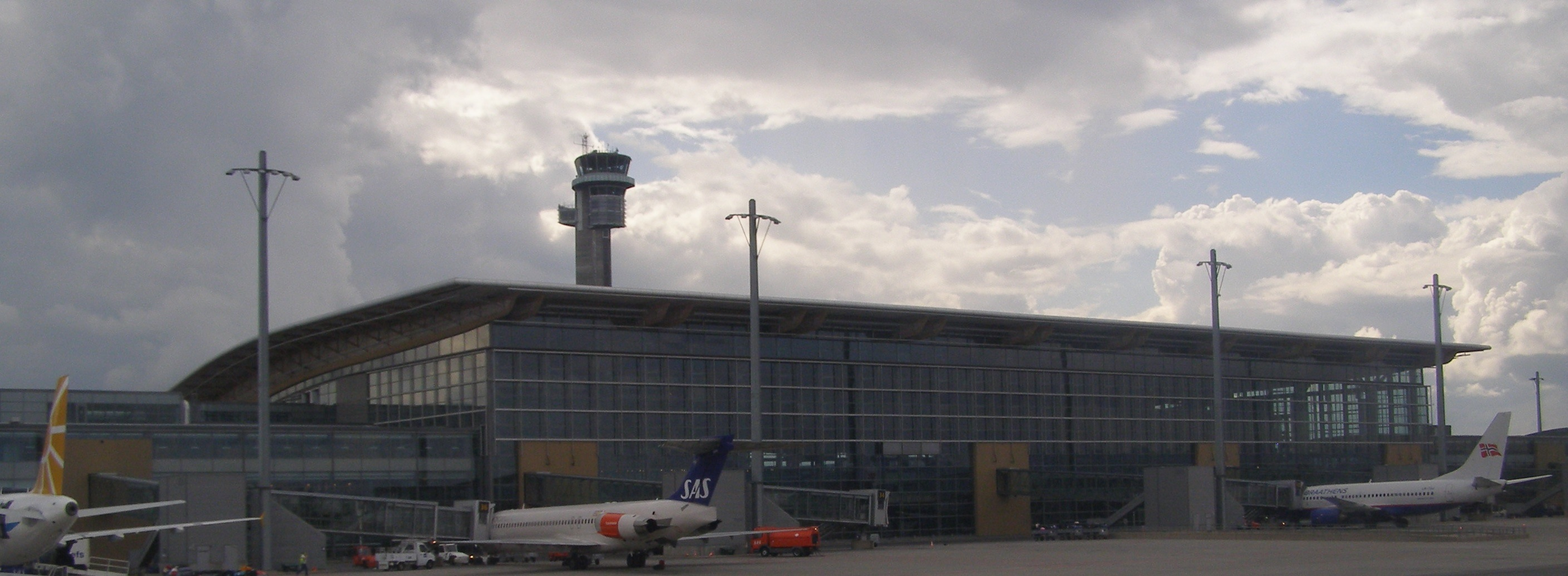
Gardermoen

Il remplace l'ancien aéroport d'Oslo-Fornebu en octobre 1998.

## Statistiques
Le graphique qui aurait dû être présenté ici ne peut pas être affiché car il utilise l'ancienne extension Graph, désactivée pour des questions de sécurité. Des indications pour créer un nouveau graphique avec la nouvelle extension Chart sont disponibles ici.

Voir la requête brute et les sources sur Wikidata.

### Zoom sur l'impact du covid de 2019-2020
Le graphique qui aurait dû être présenté ici ne peut pas être affiché car il utilise l'ancienne extension Graph, désactivée pour des questions de sécurité. Des indications pour créer un nouveau graphique avec la nouvelle extension Chart sont disponibles ici.

Voir la requête brute et les sources sur Wikidata.

## Situation

### Carte des aéroports en Norvège
Carte des principaux aéroports de Norvège (en 2019)
Le Svalbard n'est pas ici en coordonnées géographiques exactes.
| Oslo-Gardermoen Bergen Stavanger Trondheim Tromsø Bodø Sandefjord Moss Kristiansand Ålesund Haugesund Harstad/Narvik Molde Kristiansund Alta Kirkenes Bardufoss Florø Hammerfest Svalbard Plus de 10 millions Plus de 5 millions Plus de 1 million Plus de 0,4 million Moins de 0,4 million Fermé |

## Compagnies et destinations

### Passagers
| Compagnies                    | Destinations |
| ----------------------------- | --- |
| Aegean Airlines               | En saison: Athènes E.-Venizélos |
| Air France                    | Paris-Charles de Gaulle |
| Air Serbia                    | Belgrade-Nikola-Tesla |
| airBaltic                     | Riga, Tallinn, Vilnius En saison: Las Palmas/Gran Canaria |
| Austrian Airlines             | Vienne-Schwechat |
| British Airways               | Londres-Heathrow |
| Brussels Airlines             | Bruxelles-National |
| Bulgaria Air                  | En saison: Sofia-Vrajdebna |
| Croatia Airlines              | En saison: Split |
| Dan Air                       | Brașov |
| Danish Air Transport          | Aéroport de Stord (en), Florø, Ørland |
| easyJet                       | Milan-Malpensa, Paris-Charles de Gaulle |
| Emirates                      | Dubaï |
| Ethiopian Airlines            | Addis-Abeba Bole, Stockholm-Arlanda |
| Eurowings                     | Hambourg-H.-Schmidt, Prague-Václav-Havel |
| Finnair                       | Helsinki-Vantaa |
| Freebird Airlines             | En saison charter : Antalya, Dalaman |
| Iberia                        | Madrid-Barajas |
| Icelandair                    | Reykjavik-Keflavík |
| Israir Airlines               | En saison charter : Tel Aviv - Ben Gourion |
| KLM                           | Amsterdam |
| Korean Air                    | En saison charter : Séoul-Incheon |
| Loganair                      | Aberdeen-Dyce |
| LOT Polish Airlines           | Varsovie-Chopin |
| Lufthansa                     | Francfort, Munich-F. J. Strauß |
| Luxair                        | Luxembourg-Findel |
| Norse Atlantic Airways        | Bangkok-Suvarnabhumi, Fort Lauderdale-Hollywood, New York-John F. Kennedy En saison Los Angeles, Orlando |
| Norwegian Air Shuttle         | - Ålesund, - Alicante-Elche, - Alta, - Amsterdam, - Antalya, - Barcelone-El Prat, - Belgrade-Nikola-Tesla, - Bergame-Orio al Serio, - Bergen, - Berlin-Brandebourg, - Billund, - Bodø, - Bucarest-H. Coandă, - Budapest-Ferenc Liszt, - Copenhague-Kastrup, - Cracovie-Jean-Paul II, - Dublin, - Édimbourg, - Faro, - Gdańsk-L. Wałęsa, - Hambourg-H.-Schmidt, - Haugesund-Karmøy, - Helsinki-Vantaa, - Kirkenes, - Kristiansand, - Las Palmas/Gran Canaria, - Londres-Gatwick, - Madère-C. Ronaldo, - Madrid-Barajas, - Malaga-Costa del Sol, - Manchester, - Milan-Malpensa, - Molde, - Munich-F. J. Strauß, - Narvik/Harstad, - Nice-Côte d'Azur, - Palanga, - Palma de Majorque, - Paris-Charles de Gaulle, - Pise-Galileo Galilei, - Prague-Václav-Havel, - Priština, - Reykjavik-Keflavík, - Riga, - Rome Léonard-de-Vinci/Fiumicino, - Sofia-Vrajdebna, - Stavanger, - Stockholm-Arlanda, - Tallinn, - Ténériffe-Sud Reine Sofia, - Tromsø, - Trondheim, - Varsovie-Chopin, - Vienne-Schwechat, - Vilnius, - Wrocław-N. Copernic En saison : - Agadir-Al Massira, - Ajaccio-Napoléon-Bonaparte, - Andenes-Andøya (en), - Athènes E.-Venizélos, - Bari-Karol Wojtyła, - Bilbao, - Bologne-Borgo Panigale, - Bordeaux-Mérignac, - Bourgas, - Catane-Fontanarossa, - Corfou-I. Kapodístrias, - Dubrovnik, - Fuerteventura, - Gazipaşa-Alanya, - Genève-Cointrin, - Héraklion-N. Kazantzákis, - Ibiza, - Céphalonie, - Kos, - La Canée I.-Daskaloyánnis, - Larnaca, - Lisbonne-H. Delgado, - Lyon-Saint-Exupéry, - Malte, - Minorque-Mahón, - Montpellier-Méditerranée, - Naples-Capodichino, - Olbia-Costa Smeralda, - Porto-F. Sá-Carneiro, - Prévéza-Aktion, - Pula, - Région de Murcie, - Rhodes-Diagoras, - Salzbourg-W. A. Mozart, - Santorin, - Sarajevo-Butmir, - Skopje, - Split, - Thessalonique-Makedonía, - Tirana-Mère-Teresa, - Tivat, - Toulouse-Blagnac, - Varna, - Venise - Marco Polo, - Vérone - Villafranca, - Zadar |
| Pegasus Airlines              | Istanbul En saison: Antalya |
| Qatar Airways                 | Doha-Hamad |
| Ryanair                       | Katowice-Pyrzowice, Londres-Stansted, Vilnius |
| Scandinavian Airlines         | - Aalborg, - Ålesund, - Alicante-Elche, - Alta, - Amsterdam, - Barcelone-El Prat, - Bardufoss, - Bergen, - Berlin-Brandebourg, - Billund, - Bodø, - Bruxelles-National, - Copenhague-Kastrup, - Cracovie-Jean-Paul II, - Dublin, - Düsseldorf, - Édimbourg, - Florence-Peretola, - Francfort, - Gdańsk-L. Wałęsa, - Haugesund-Karmøy, - Helsinki-Vantaa, - Kirkenes, - Kristiansand, - Kristiansund, - Lakselv, Banak, - Larnaca, - Las Palmas/Gran Canaria, - Londres-Heathrow, - Malaga-Costa del Sol, - Manchester, - Milan-Malpensa, - Molde, - Narvik/Harstad, - Newark-Liberty, - Nice-Côte d'Azur, - Palanga, - Paris-Charles de Gaulle, - Reykjavik-Keflavík, - Rome Léonard-de-Vinci/Fiumicino, - Stavanger, - Stockholm-Arlanda, - Svalbard (Longyearbyen), - Tromsø, - Trondheim, - Zurich En saison : - Antalya, - Athènes E.-Venizélos, - Catane-Fontanarossa, - Faro, - Gazipaşa-Alanya, - La Canée I.-Daskaloyánnis, - Miami, - Olbia-Costa Smeralda, - Palerme Falcone-Borsellino, - Palma de Majorque, - Pise-Galileo Galilei, - Pula, - Split, - Stuttgart, - Ténériffe-Sud Reine Sofia, - Tivat, - Venise - Marco Polo En saison charter: - Chios, - Innsbruck-Kranebitten, - Kos, - Lemnos, - Mytilène-O. Elýtis, - Salzbourg-W. A. Mozart, - Sámos-Aristarque, - Santorin, - Skiathos-A. Papadiamándis |
| Sunclass Airlines             | Charter : Las Palmas/Gran Canaria, Ténériffe-Sud Reine Sofia En saison charter : - Antalya, - Gazipaşa-Alanya, - Héraklion-N. Kazantzákis, - La Canée I.-Daskaloyánnis, - Larnaca, - Palma de Majorque, - Phuket, - Prévéza-Aktion, - Rhodes-Diagoras, - Sal-A. Cabral, - Skiathos-A. Papadiamándis, - Split, - Varna |
| SunExpress                    | En saison : Antalya, Izmir-A. Menderes, Konya, Van-F. Melen (en) |
| Swiss International Air Lines | Zurich En saison: Genève-Cointrin |
| TAP Air Portugal              | Lisbonne-H. Delgado |
| Transavia France              | Paris-Orly |
| TUI fly Nordic                | En saison charter : Cancún, Krabi, Phuket, Zanzibar |
| Turkish Airlines              | Istanbul En saison: Gazipaşa-Alanya |
| Volotea                       | En saison: Lyon-Saint-Exupéry |
| Vueling                       | Barcelone-El Prat |
| Widerøe                       | - Bergen, - Bodø, - Førde (en), - Göteborg, - Mo i Rana-Røssvoll (no), - Mosjøen (en), - Ørsta/Volda (en) - Røros, - Sandane (en), - Sogndal (en), - Tromsø, - Trondheim En saison : Brønnøysund, Leknes, Rørvik (en), Sandnessjøen (en), Svolvaer (Helle) (en) En saison charter : Ioannina |
| Wizz Air                      | Cracovie-Jean-Paul II, Gdańsk-L. Wałęsa |

Édité le 04/10/2022  Actualisé le 26/02/2023